# Solange Sanfourche
Solange Sanfourche; (sinh ngày 18 tháng 7 năm 1922 và mất ngày 12 tháng 6 năm 2013), bí danh Marie-Claude, là một chiến sĩ người Pháp ở Dordogne trong Thế chiến thứ hai.

## Tiểu sử
Solange Sanfourche sinh ngày 18 tháng 7 năm 1922 ở Carsac-Aillac.
Tháng 12 năm 1945, bà kết hôn với Édouard Valéry (1924–2010), người từng là ủy viên điều hành hoạt động  kháng chiến ở khu vực Dordogne.
Trong thời kỳ bị Đức chiếm đóng, bà có bí danh Marie-Claude và hoạt động với vai trò là một người đánh máy, thư ký, người đưa thư và nhân viên liên lạc. Gia đình Sanfourche đã ẩn náu và che chở cho hàng chục chiến binh kháng chiến bị Gestapo truy nã ở Périgueux.
Bà mất ngày 12 tháng 7 năm 2013 tại Sarlat-la-Canéda, hưởng thọ 90 tuổi.